# Mieszko Tałasiewicz
Mieszko Marek Tałasiewicz (ur. 8 kwietnia 1973 w Szczecinie) – polski filozof, doktor habilitowany, profesor uczelni.

## Życiorys
Stypendysta Krajowego Funduszu na Rzecz Dzieci (1987–1990) oraz Fundacji na rzecz Nauki Polskiej dla młodych naukowców (1998). W latach 1990–1995 studiował fizykę i filozofię na Uniwersytecie Warszawskim. Fizyki nie ukończył. 21 września 1999 obronił pracę doktorską Pojęcie racjonalności nauk empirycznych (promotor: Jacek Juliusz Jadacki). W 2007 uzyskał stopień doktora habilitowanego na podstawie pracy Filozofia składni. Został zatrudniony na stanowisku profesora uczelni w Instytucie Filozofii na Wydziale Filozofii i Socjologii Uniwersytetu Warszawskiego (obecnie Wydział Filozofii).
Pełnił szereg funkcji na uczelni, m.in. dyrektor Instytutu Filozofii UW (2012–2016) oraz dziekan Wydziału Filozofii i Socjologii Uniwersytetu Warszawskiego.
Od 2001 do 2015 redaktor naczelny czasopisma „Filozofia Nauki”.
Syn byłego wojewody szczecińskiego i zachodniopomorskiego Marka. Ojciec czwórki dzieci. Członek Polskiego Towarzystwa Filozoficznego, Polskiego Towarzystwa Semiotycznego i Uniwersyteckiego Klubu Alpinistycznego.